# إليك ألستون
إليك ألستون (بالإنجليزية: Alex Alston) هو لاعب كرة قدم بريطاني في مركز الهجوم، ولد في 26 فبراير 1937 في برستون في المملكة المتحدة، وتوفي في 23 فبراير 2009. لعب مع بريستون نورث إيند ونادي بارو ونادي بوري..